# Artiotilla
Artiotilla Invrea, 1950 — род ос-немок из подсемейства Mutillinae.

## Распространение
Палеарктика,  в Европе 1 вид. Для СССР указывался 1 вид. 

## Описание
Среднего м мелкого размера пушистые осы (7-16). У самцов 1-й и 2-й сегменты брюшка ржаво-красные. У самцов 13-члениковые усики, у самок — 12-члениковые. Тело в густых волосках. Самка осы пробирается в чужое гнездо и откладывает яйца на личинок хозяина, которыми кормятся их собственные личинки.

## Систематика
Относится к трибе Petersenidiini Lelej, 1996. 

### Виды Европы
- Artiotilla biguttata (Costa, 1858)
- Другие виды